# 永福 (官員)
永福（？—？），满洲正黄旗人，為中國清朝官員。

## 生平
由候补笔帖式捐纳通判。乾隆三十六年（1771年）至四十一年（1776年），任湖北黄州府通判，后署襄阳府知府。乾隆四十一年，任湖北荆州府知府。乾隆四十四年，丁忧回旗守制。在兵部员外郎上行走。乾隆四十五年，任浙江湖州府知府。后任福建福州府知府、福建兴泉永道（護）。乾隆四十八年，任福建台湾道，或称他於乾隆四十九年（1784年）奉旨擔任福建分巡台灣兵備道，為台灣清治時期這階段的地方統治者。乾隆五十二年，赏戴花翎。乾隆五十三年，革职。